# Dos vivales en Fuerte Álamo
Dos vivales en Fuerte Álamo (en italiano: I due sergenti del generale Custer) es una coproducción italiana y española dirigida por Giorgio Simonelli y protagonizada por el dúo cómico Franco Franchi y Ciccio Ingrassia, de género comedia-western.

## Reparto
- Franco Franchi		-	Franco La Pera
- Ciccio Ingrassia		-	Ciccio La Pera
- Margaret Lee		-	Beth Smith
- Moira Orfei		-	Baby O'Connor
- Fernando Sancho		-	Sargento Fidhouse
- Ernesto Calindri		-	Coronel
- Franco Giacobini		-	Cochise
- Nino Terzo		-	Schultz
- Aroldo Tieri		-	Especialista
- Riccardo Garrone		-	Especialista
- Michele Malaspina		-	General Lee
- Dina Loy		-	Mary
- Juan Luis Galiardo	-	Novio de  Mary
- Armando Curcio	- Major Carter
- Alfio Caltabiano		-	Nervous Buffalo
- Enzo Andronico -   Colonel